# Гафвей (Орегон)
Гафвей (англ. Halfway) — місто (англ. city) в США, в окрузі Бейкер штату Орегон. Населення — 351 особа (2020).

## Географія
Гафвей розташований за координатами 44°52′41″ пн. ш. 117°6′35″ зх. д. / 44.87806° пн. ш. 117.10972° зх. д. (44.877993, -117.109711).  За даними Бюро перепису населення США в 2010 році місто мало площу 0,95 км², уся площа — суходіл.

### Клімат
| Клімат : Гафвей         | Клімат : Гафвей | Клімат : Гафвей | Клімат : Гафвей | Клімат : Гафвей | Клімат : Гафвей | Клімат : Гафвей | Клімат : Гафвей | Клімат : Гафвей | Клімат : Гафвей | Клімат : Гафвей | Клімат : Гафвей | Клімат : Гафвей | Клімат : Гафвей |
| Показник                | Січ.            | Лют.            | Бер.            | Квіт.           | Трав.           | Черв.           | Лип.            | Серп.           | Вер.            | Жовт.           | Лист.           | Груд.           | Рік             |
| Абсолютний максимум, °C | 13,9            | 18,9            | 25,6            | 33,3            | 35,6            | 40,0            | 41,1            | 42,2            | 40,0            | 32,8            | 21,7            | 16,1            | 42,2            |
| Середній максимум, °C   | 0,7             | 4,6             | 10,6            | 16,8            | 21,9            | 26,1            | 31,7            | 31,1            | 26,0            | 18,0            | 8,1             | 2,0             | 16,4            |
| Середній мінімум, °C    | −9,5            | −7,4            | −3,3            | −0,2            | 3,2             | 6,4             | 9,0             | 7,9             | 3,9             | −0,4            | −3,8            | −7,6            | −0,1            |
| Абсолютний мінімум, °C  | −36,7           | −36,1           | −22,2           | −12,8           | −7,8            | −3,3            | −1,1            | −2,2            | −7,8            | −15,6           | −30,6           | −35             | −36,7           |
| Норма опадів, мм        | 85              | 59              | 47              | 40              | 41              | 35              | 11              | 13              | 20              | 33              | 70              | 89              | 543             |
| Днів з опадами          | 12              | 10              | 10              | 8               | 8               | 7               | 3               | 3               | 4               | 6               | 11              | 11              | 93,0            |
| ----------------------- | --------------- | --------------- | --------------- | --------------- | --------------- | --------------- | --------------- | --------------- | --------------- | --------------- | --------------- | --------------- | --------------- |
| Джерело:                |                 |                 |                 |                 |                 |                 |                 |                 |                 |                 |                 |                 |                 |

## Демографія
Згідно з переписом 2010 року, у місті мешкало 288 осіб у 153 домогосподарствах у складі 76 родин. Густота населення становила 302 особи/км².  Було 199 помешкань (208/км²).
Расовий склад населення:
| - 94,1 % — білих - 1,7 % — корінних американців - 0,7 % — азіатів - 0,3 % — вихідців з тихоокеанських островів - 1,4 % — осіб інших рас |

До двох чи більше рас належало 1,7 %. Частка іспаномовних становила 3,5 % від усіх жителів.
За віковим діапазоном населення розподілялося таким чином: 17,7 % — особи молодші 18 років, 59,0 % — особи у віці 18—64 років, 23,3 % — особи у віці 65 років та старші. Медіана віку мешканця становила 52,7 року. На 100 осіб жіночої статі у місті припадало 88,2 чоловіків;  на 100 жінок у віці від 18 років та старших — 95,9 чоловіків також старших 18 років.
Середній дохід на одне домашнє господарство  становив 32 021 долар США (медіана — 23 833), а середній дохід на одну сім'ю — 37 034 долари (медіана — 28 125). За межею бідності перебувало 31,1 % осіб, у тому числі 47,9 % дітей у віці до 18 років та 5,6 % осіб у віці 65 років та старших.
Цивільне працевлаштоване населення становило 92 особи. Основні галузі зайнятості: освіта, охорона здоров'я та соціальна допомога — 22,8 %, транспорт — 19,6 %, мистецтво, розваги та відпочинок — 15,2 %, роздрібна торгівля — 13,0 %.